# ケン・ティレル
ロバート・ケネス・ティレル（Robert Kenneth Tyrrell、1924年5月3日 - 2001年8月25日）は、イングランド出身の元レーシングドライバーで、F1コンストラクター「ティレル・レーシング」のオーナー。「ケン・ティレル」の名前で広く知られる。
野心的な技術を積極的に取り入れながらチームを名門に育て上げ、1998年に引退するまでF1に情熱を注ぎ続けた。ニックネームは「アンクル・ケン（ケンおじさん）」。

## プロフィール

### ドライバーからオーナーへ
イギリスで生まれ、第二次世界大戦中はイギリス空軍に所属。戦後、兄と共に材木商をする傍ら1951年にレーシングドライバーとしてデビュー。その後、自らのレーシングドライバーとしての将来に見切りをつけ、1959年にジュニアフォーミュラチーム「ティレル・レーシング」（Tyrell Racing Organization Ltd.）を設立。

### F1へ
1968年、フランスの「マトラ」と提携し、フォード・コスワース製エンジンを使用するセミワークスチームの運営者としてF1の世界に足を踏み入れる。マトラとフォード・コスワース・DFV、ジャッキー・スチュワートの組み合わせで1969年シーズンを席巻し、チーム監督として初タイトルを獲得した。
翌1970年にマトラがフォード・コスワースとの関係を絶つと、ティレルもマトラと関係を絶ち、独立コンストラクターとしての参戦を決意した。第11戦カナダGPでオリジナルマシンの001を登場させると、優勝争いに加わる戦闘力をみせて周囲を驚かせた。オリジナルシャーシによるフル参戦初年度の1971年には、スポーツカーノーズを採用した003でいきなりドライバーとコンストラクターのダブルタイトルを獲得し、1973年にも006でスチュワートが3度目のチャンピオンとなった。

### 功績

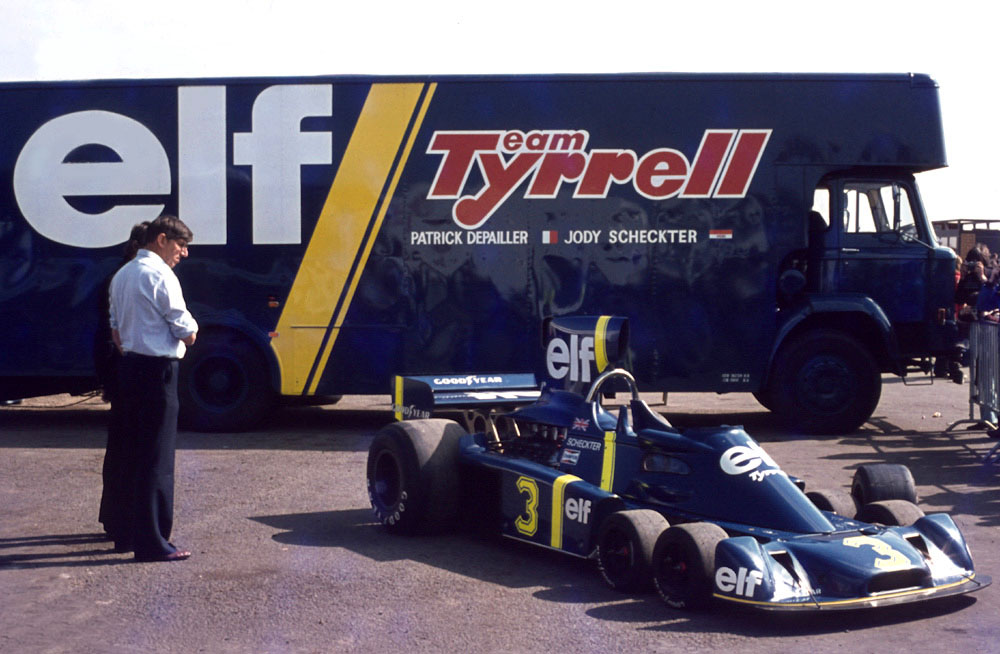
6輪車P34を見つめるティレル（1976年）

ティレル・チームは近年において主流となっている、新しい技術を先駆けて導入してきたことでも知られる。1971年には、003が用いた「インダクションポッド」を導入。1990年に019において、フロントのハイノーズとつり下げ式ウイングの元となる「アンヘドラル・ウイング」を業界で初めて取り入れた。1997年には、025に低速コース用として、通称「Xウイング」（子持ちウイング）と呼ばれた変則的エアロパーツを考案している。
特筆すべきは1976年に、F1界では最初で最後になるであろう6輪のマシン「P34」を実戦に投入し、2年間の内で優勝も果たすなど好成績を示した。日本ではその斬新なデザインが折からのスーパーカーブームも相まってラジコンやミニカーなどで人気を呼んだ。これは玩具やスケールモデルが莫大な版権料をチームにもたらす場合があることを初めて示す例となった。
また、新しい才能を発掘することにも実績があり、ジャッキー・スチュワート、ジョディ・シェクター、ミケーレ・アルボレート、ジャン・アレジなど、ティレルに見出されトップクラスのドライバーへと成長したレーシングドライバーは数多い。

### 日本とのつながり

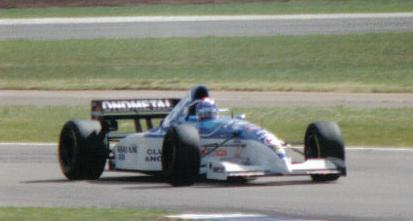
片山右京が駆るヤマハ・エンジン搭載 026（1995年）

1980年代末からバブル景気を背景にF1界にジャパンマネーが流れ込んだ。ティレルも日本のドライバー（中嶋悟・片山右京・高木虎之介）、エンジン（ホンダ・ヤマハ）、スポンサーを積極的に導入し、体制の向上を目指した。
1997年には中嶋企画と提携し、中嶋がスポーティングディレクターとして運営に参加。ティレルは中嶋を後継者にすることを考慮していたと言われている。

### チーム売却〜引退
1998年シーズン前にチームをブリティッシュ・アメリカン・タバコ社に売却したが、新代表のクレイグ・ポロックとドライバー人事で衝突。ケンはヨス・フェルスタッペンの継続を進言していたが、新体制サイドがスポンサー資金が多いものの速さが無いリカルド・ロセットの本起用を決めたことに我慢できず、チームから離脱。同年の最終戦、ティレルとしてのラストレースにも姿を見せなかった（翌年チームはB・A・Rへ移行）。なお1989年末にマクラーレンのジュニアチーム化を目論んだロン・デニスと交渉する（1991年のホンダエンジン獲得もロンの意向）も結局は破談、さらには1991年末に国際F3000選手権のトップチームだったイル・バローネ・ランパンテへのチーム売却話もあったが、金額的に合わず破談となっている。
1998年のチーム消滅と共にレース業界から引退。翌1999年にすい臓癌を発病し闘病生活を送っていたが、2001年8月25日に死去した。

## 人物

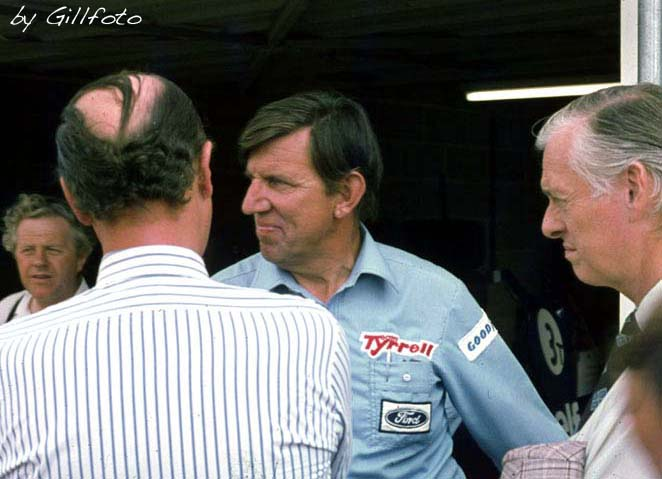
ピットにて（中央）

媒体に登場するときはいつも厳しい表情で知られたが、1990年には、当時のスポンサーである日本信販（現：三菱UFJニコス）のテレビCMで俳優の柴田恭兵と共演、2人でラジコンカーで遊ぶコミカルなシーンが描かれるなど、ティレル本人の日本における知名度も高かった。
1990年の開幕戦アメリカGPの中継では、当時まだF1では表彰台未経験だったアレジがティレル・018を駆りスタートからトップを走行。レース半ばにアイルトン・セナのマクラーレン・MP4/5Bとバトルを繰り広げるなど大活躍すると、レース中のピットで珍しく笑顔を見せるケンの姿が画面に映し出された。
1995年から起用されたミカ・サロは「ケン・ティレルは今を生きる男で、過去の栄光にしがみつかない紳士だった。過去にチームに在籍した誰々はこうだったとか、そういうことは一切言われ無い。」と述べている。また、「ケンは一風変わったところがあった。一言もしゃべらないで3日くらいじっと座って観察していたかと思うと、急に興奮気味になって僕を隣に呼びつけるんだ。そしてコーナリングスピードの一覧表やスプリットタイムのシートを見せて、このセクションだけ遅いけど何故なんだ？と問いただしてくる。はじめは少し驚いたけど、そうやって刺激を与えるのが彼のやり方なんだ。」とドライバーとの接し方を語っている。
ケンはサッカーファンとしても知られ、トッテナム・ホットスパーFCの熱狂的ファンであった。